# Metacalypogeia cordifolia
Metacalypogeia cordifolia är en bladmossart som först beskrevs av Franz Stephani, och fick sitt nu gällande namn av Hiroshi Inoue. Metacalypogeia cordifolia ingår i släktet Metacalypogeia och familjen Calypogeiaceae. Inga underarter finns listade i Catalogue of Life.